# Русско-бухарский договор (1868)
Русско-бухарский договор 1868 — прелиминарный мирный договор между Российской империей и Бухарским эмиратом. Заключён 23 июня 1868 года после разгрома бухарских войск в результате Бухарских походов российских войск 1866—1868 годов. Подписан Туркестанским генерал-губернатором генерал-лейтенантом К. П. фон Кауфманом и бухарским послом Муса-беком.

## Значение договора
Со стороны Бухарского эмирата был признан захват и вхождение в состав Российской империи части территории с городами Джизак, Ура-Тюбе и Ходжент. Эмир обязывался выплатить контрибуцию в размере 125 000 золотых тиллей (500 000 рублей). Гражданам Российской империи без различия веры предоставлялось право свободной торговли на территории эмирата, власти эмирата принимали на себя защиту их имущества и личную безопасность, а также предоставлялось право свободного проезда через земли Бухарского эмирата в соседние государства. Купцам Российской империи разрешалось учреждать торговые агентства во всех пунктах эмирата. Пошлина с ввозимых в эмират российских товаров устанавливалась в размере 2,5 % от их стоимости.
Договор не ратифицирован императором Александром II, но в значимой степени определял отношения Российской империи с Бухарским эмиратом вплоть до подписания Шаарского договора 1873. Сыграл роль в становлении системы российских протекторатов в Средней Азии. Для обеспечения выплаты контрибуции эмиратом правительство Российской империи объявило о временной оккупации Самарканда и Каттакургана. На оккупированных и на присоединённых к России землях в 1868 году создан Зеравшанский округ с административным центром в Самарканде.